# Baumer IVO
Baumer IVO - производитель датчиков позиционирования. Baumer IVO является одним из 14 предприятий, членов Baumer Group, основанной в 1952 году.

## История
Двое немецких предпринимателей, изобретателей и энтузиастов — Кристиан Ирион и Йоханнес Фосселер основали в 1910 г. фирму IVO GmbH & Co. KG, которая в настоящее время находится на юге Германии в городке Филлинген-Швеннинген (Villingen-Schwenningen). Годом позже был представлен первый разработанный электромеханический счётчик. Через десять лет на маленькой фабрике уже работало 66 человек. После Второй мировой войны фирма развивалась быстрыми темпами и достигла численности почти 600 работающих.